# Zona di frattura di Sovanco

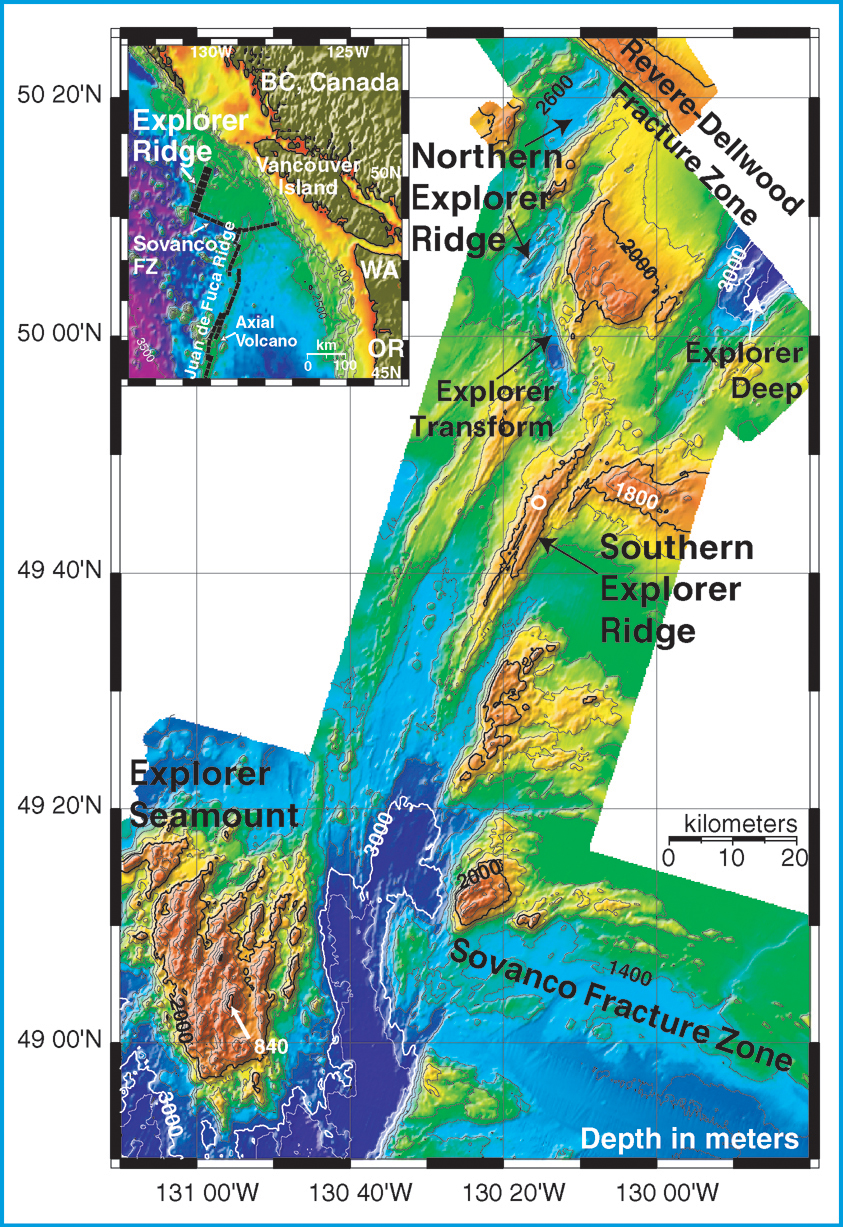
Mappa batimetrica della zona della dorsale Explorer, inclusa la zona di frattura di Sovanco.

Con zona di frattura di Sovanco si identifica sia una zona di frattura che la faglia trasforme a movimento destro ad essa associata, situata sul fondo dell'Oceano Pacifico nordorientale, al largo della costa dell'isola di Vancouver, nella regione canadese delle Columbia Britannica.
La zona di frattura si estende verso nord-ovest a partire da una tripla giunzione in cui incontra la faglia di Nootka e la dorsale di Juan de Fuca, da qui la zona di frattura arriva fino all'estremità meridionale della dorsale Explorer, formando parte del margine che separa la placca pacifica, a ovest, dalla placca Explorer, a est. Quest'ultima, assieme alla placca di Gorda e alla placca di Juan de Fuca, a sud, costituisce quello che rimane della grande placca Farallon la cui maggior parte ha, nel tempo, subdotto sotto la placca nordamericana.
Ad ovest della zona di frattura di Sovanco è situata la montagna sottomarina Explorer.